# غرور (إيران)
غرور هي قرية في مقاطعة سردشت، إيران. يقدر عدد سكانها بـ 172 نسمة بحسب إحصاء 2016.

## معرض صور

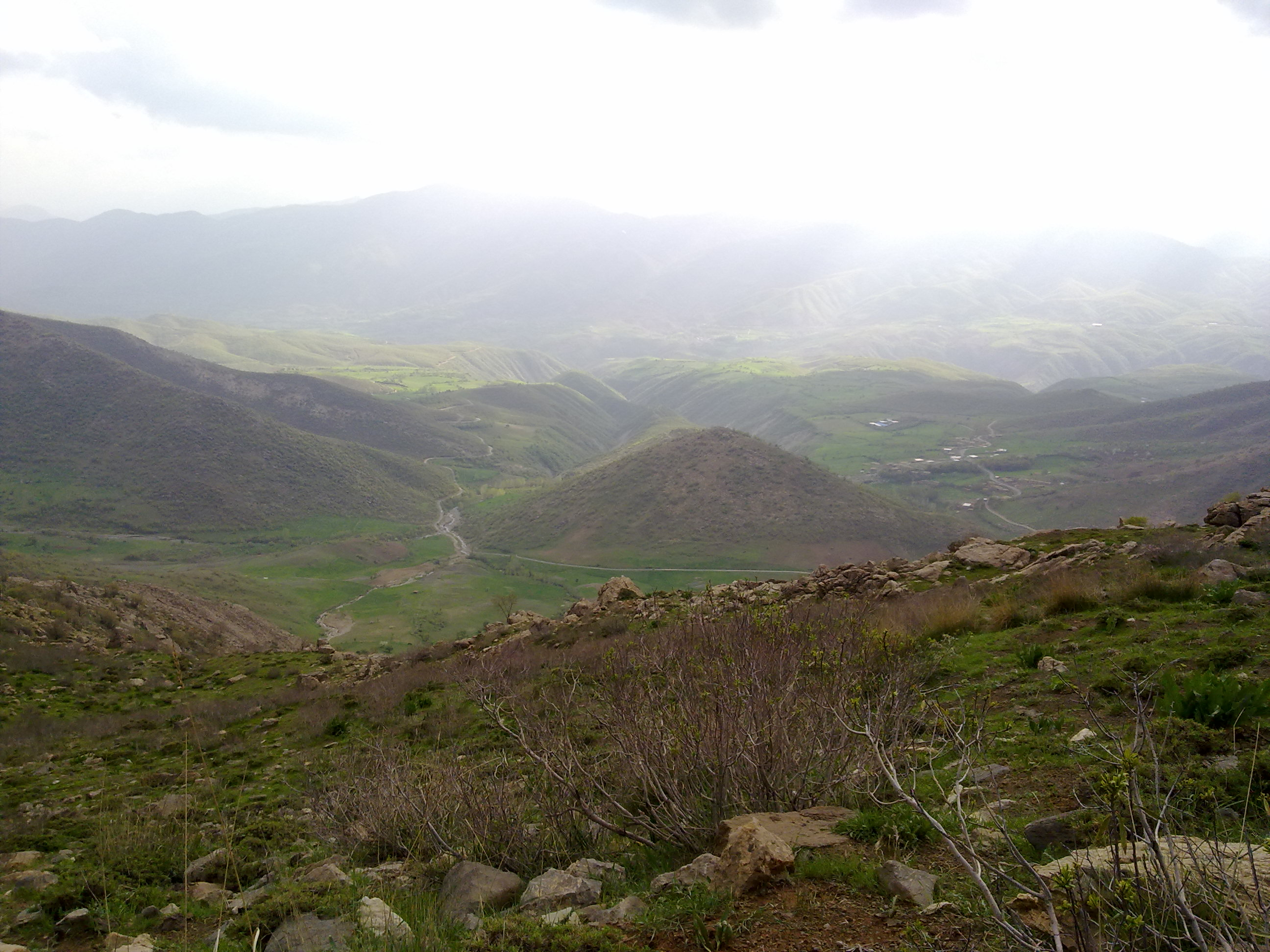
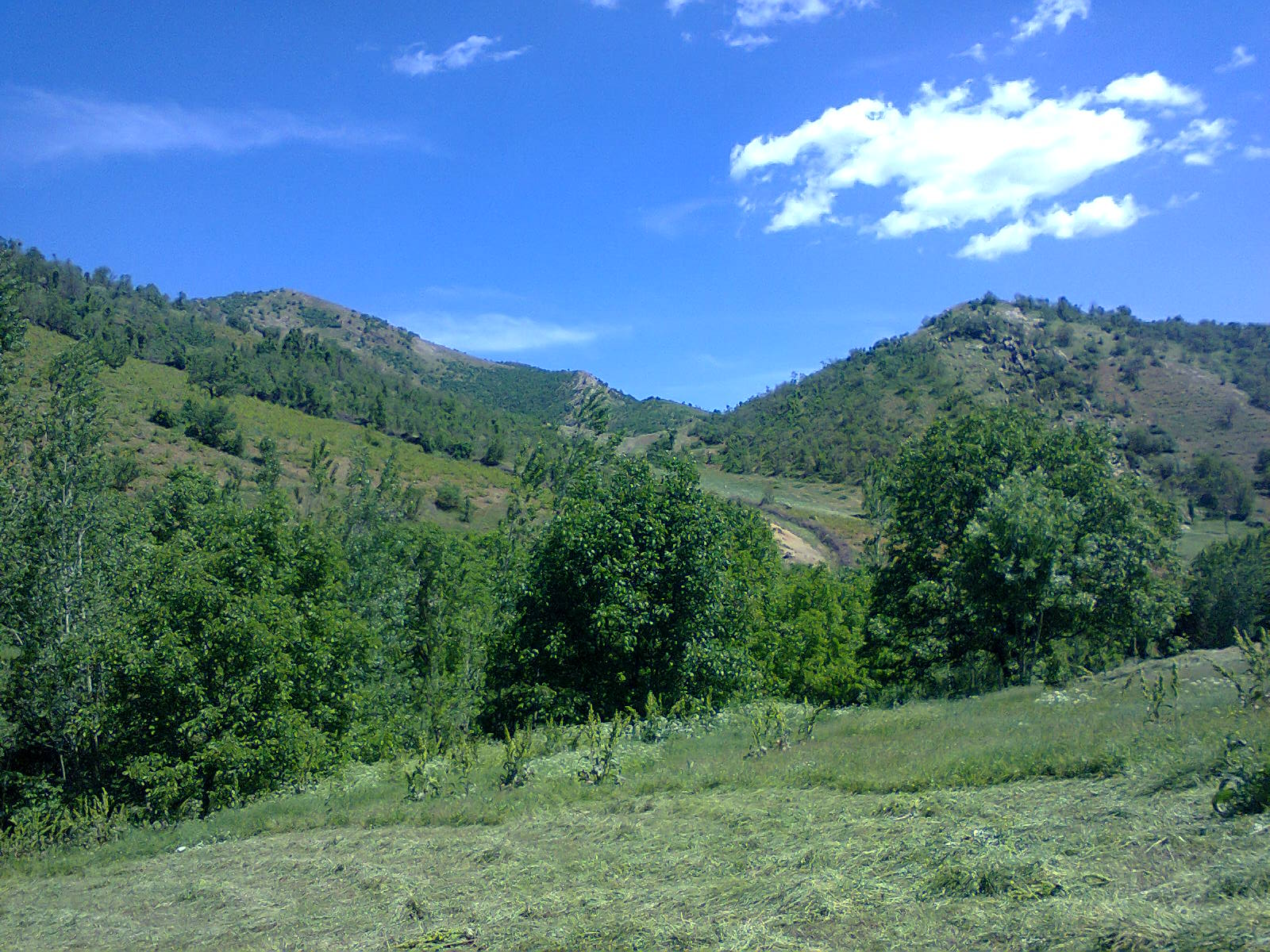
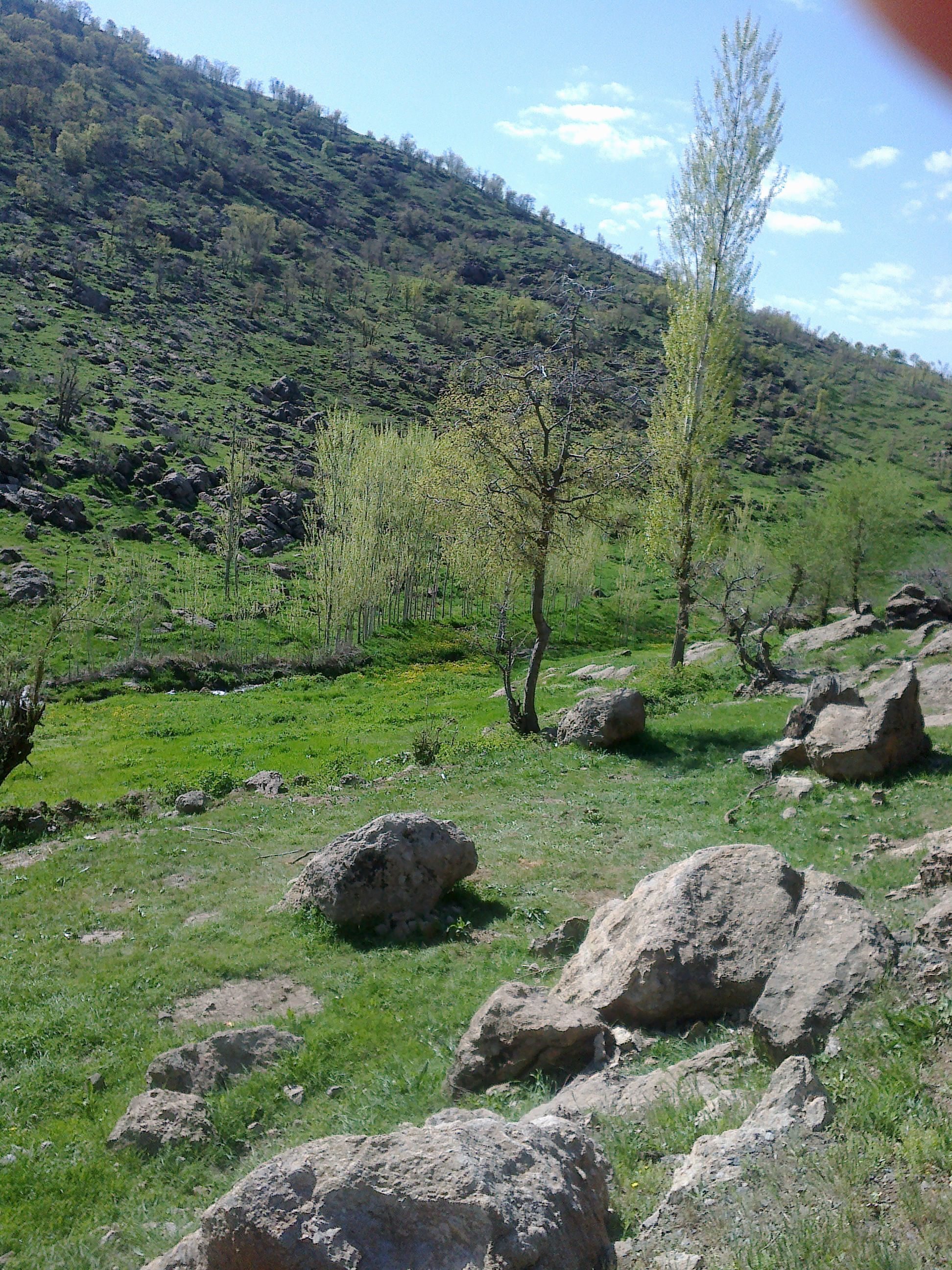